# 施羅德鎮區 (明尼蘇達州庫克縣)
施羅德鎮區（英語：Schroeder Township）是位於美國明尼蘇達州庫克縣的一個行政鎮區。鎮區得名自當地木材商人約翰·施羅德（John Schroeder）。

## 地方資料
施羅德鎮區的面積為411.79平方千米，當中陸地面積為388.47平方千米，而水域面積為23.31平方千米。根據2020年美國人口普查的數據，當地共有人口179人，而人口密度為每平方千米0.43人。